# 菊池織部
菊池織部　（きくち　おりべ、1939年（昭和14年）10月19日）はバンタンデザイン研究所の創設者である。サイケデリック・ファッション、ボディ・ペインティングなどを授業に取り入れ、産業界に直結したユニークなデザイン学校を設立。

## 来歴
高岡工芸高等学校卒業後、多摩美術大学芸術学園卒業。（株）電通にてラジオ・テレビ企画制作の仕事に従事。1966年バンタンデザイン研究所設立、所長に就任。クリエーターの養成専門学校として理論と実践教育の理念のもとにファッション、インテリア、グラフィック、広告業界に数多くの卒業生を送り出す。東京都知事認定の商品企画技術指導員、社団法人JAKDA理事長、シアトル国際短期大学東京校理事長などを歴任。

## 著作

### 単行本
- 『ファッション販売の基礎知識』（1978年4月 : バンタンデザイン研究所）
- 『ファッション・ビジネス基礎用語辞典』菊池織部 (監修)、バンタンデザイン研究所 (編) 、東京 : バンタンデザイン研究所グループ、(1977年5月3版)。
  - 1986年6月改訂増補 (織部企画・共同刊行)、全国書誌番号 88012675。
- 『ピュアなキミのための究極の「大成功」実現マニュアル』（1989年5月：現代書林）。全国書誌番号 89042520。
- 『20代カタカナ業界でbigになる法』（1990年3月：明日香出版社〈Asuka business & language books〉）。全国書誌番号 91009296。
- 『強運をつかむ成功法則』（1991年1月：明日香出版社〈Asuka business & language books〉）。全国書誌番号 91067973。
- 『デザイン戦略 : 21世紀企業の活力源』（1991年4月：日本能率協会）。全国書誌番号 91034190。
- 『運命好転!幸運を呼び込む成功法則』（1992年1月：明日香出版社〈Asuka business & language books〉）。全国書誌番号 92065902。

### 記事
- 『商店界』、誠文堂新光社 (編)
  - 「フィーリング時代の店舗デザインとディスプレイ」、1971年3月[2]。
  - 「イメージづくりの決め手は何か」、1971年9月[3]。
  - 「安定した流通ルートの確立と問屋の開発」、1975年8月[4]。
  - 「特集1――新しいライフ・スタイルへの対応戦略」、1975年11月[5]。
  - 「ファッションから見た 思想面での総合化と集中化」、1975年11月[6]。
  - 「パリにおける"日ノ丸ファッション"の瞬間風速」、1976年1月[7]。
  - 「オリジナル商品の共同開発による利幅の取り方」、1976年[8]。
  - 「コンテンポラリー･ウーマンのための店作りと品揃え」、1977年7月[9]。
  - 「ヤングの固定客化――魅力的な販売員がいますか」、1977年12月[10]。
- 「連載 随想PLAZA」菊池織部 ; 波多野義郎 ; 筒井寛秀『リクルートキャリアガイダンス』 [11]。